# Perriers-sur-Andelle
Perriers-sur-Andelle ist eine französische Gemeinde mit 1.791 Einwohnern (Stand: 1. Januar 2022) im Département Eure in der Region Normandie. Sie gehört zum Arrondissement Les Andelys und zum Kanton Romilly-sur-Andelle.

## Geografie
Perriers-sur-Andelle liegt am Ufer des Flusses Andelle, etwa 25 Kilometer ostsüdöstlich von Rouen. Umgeben wird Perriers-sur-Andelle von den Nachbargemeinden Perruel im Norden, Les Hogues im Nordosten und Osten, Charleval im Südosten und Süden, Vandrimare im Süden, Renneville im Südwesten und Westen sowie Letteguives im Westen.

## Geschichte
1050 schenkte Wilhelm von Talou (einem Onkel Wilhelms des Eroberers) gemeinsam mit seinem Bruder, dem Erzbischof von Rouen, Mauger, die Ortschaft an das Kloster Saint-Ouen in Rouen.

## Bevölkerungsentwicklung
| Jahr                       | 1962 | 1968 | 1975 | 1982 | 1990 | 1999 | 2006 | 2012 | 2019 |
| Einwohner                  | 1211 | 1206 | 1344 | 1685 | 1723 | 1781 | 1778 | 1842 | 1802 |
| Quellen: Cassini und INSEE |      |      |      |      |      |      |      |      |      |

## Sehenswürdigkeiten
- Kirche Saint-Étienne aus dem 11. Jahrhundert mit Anbauten im 13. und 14. Jahrhundert
- Calvaire aus Stein (um 1679)
- Herrenhaus von Colmont, um 1497 erbaut, mit Taubenschlag
- Herrenhaus von Trianel aus dem 17. Jahrhundert

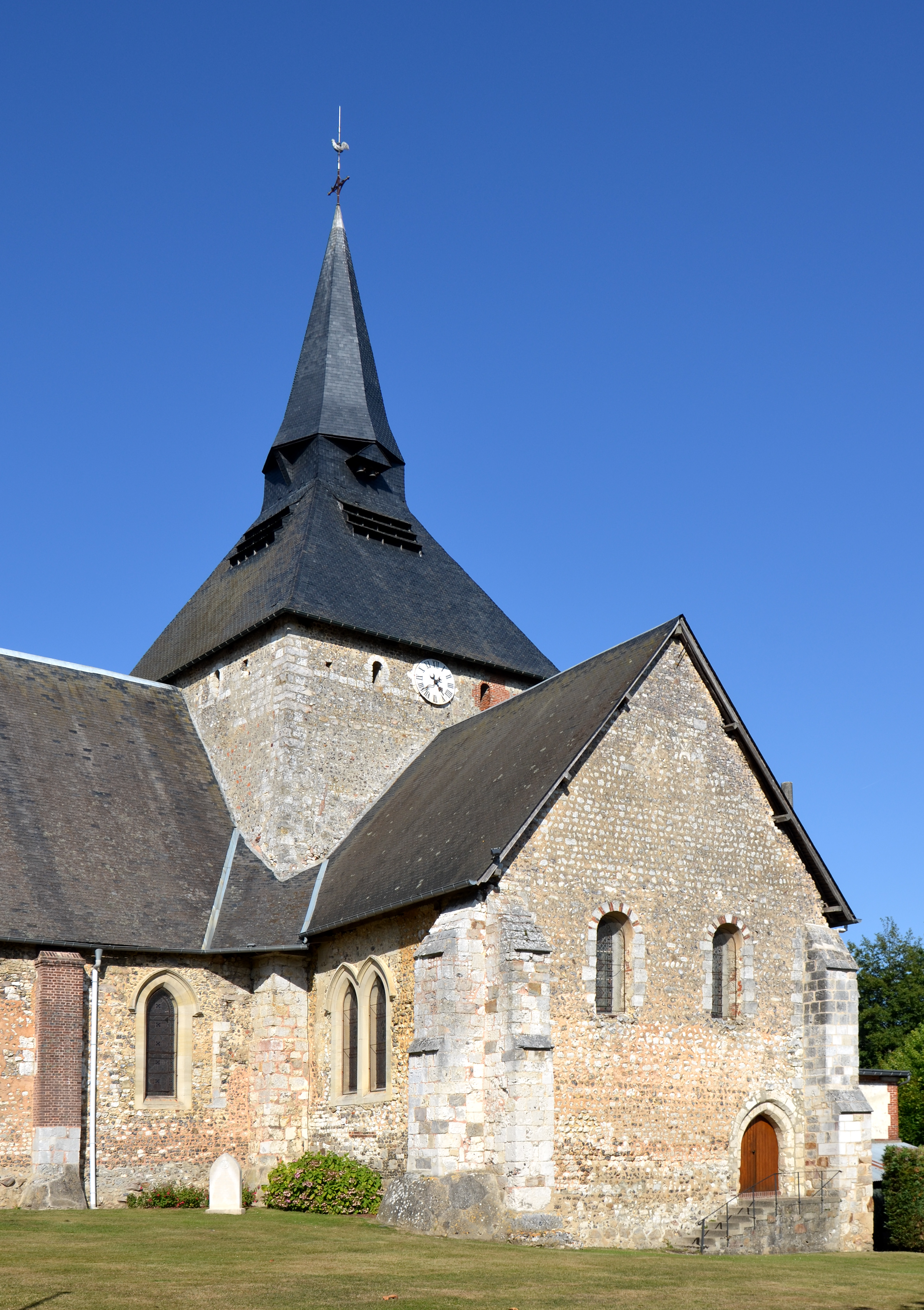
Kirche Saint-Étienne
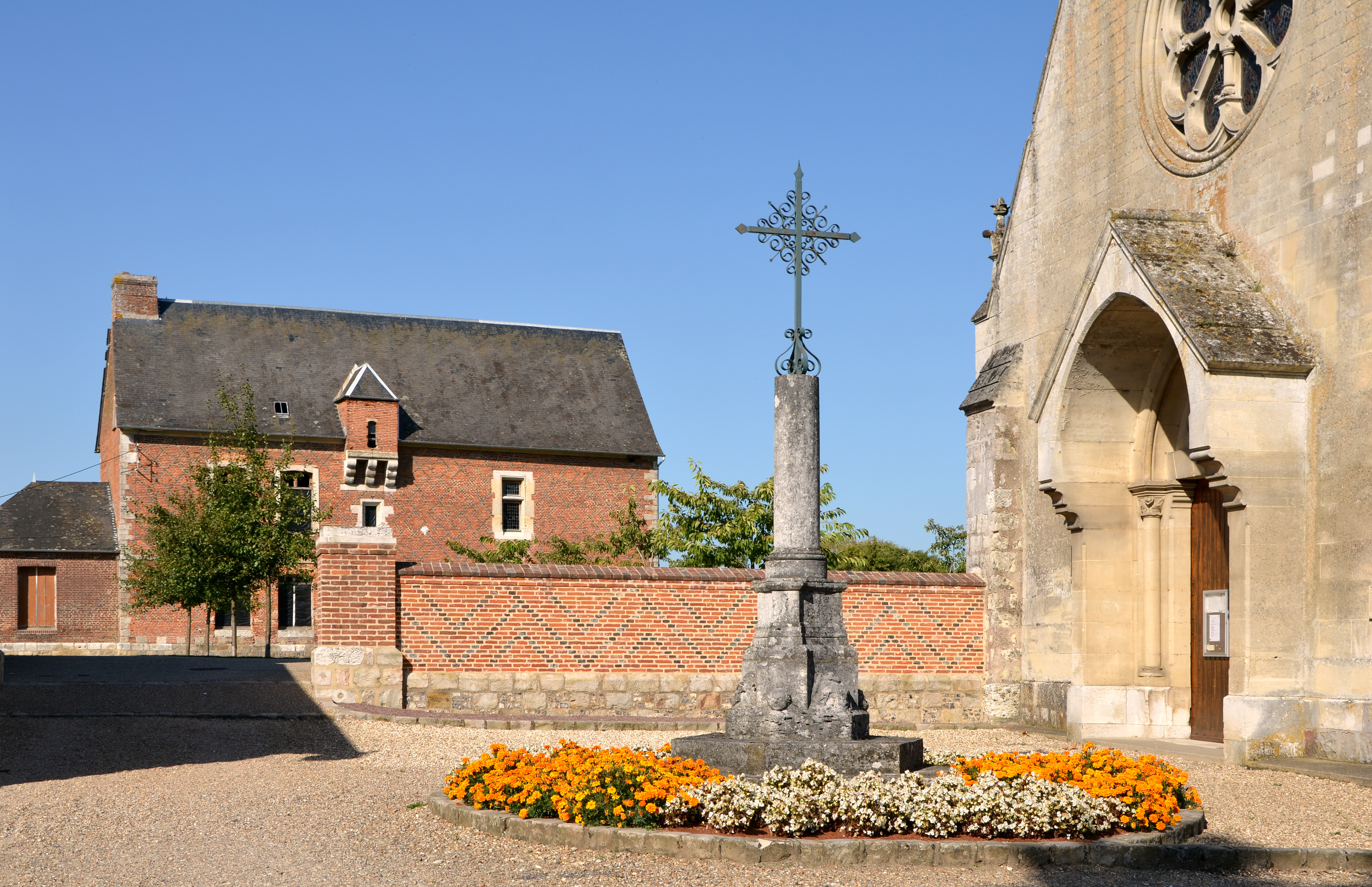
Herrenhaus von Colmont